# Lista di asteroidi (404001-405000)
Di seguito una lista di asteroidi dal numero 404001 al 405000 con data di scoperta e scopritore.

## 404001-404100
| Nome     | Designazione provvisoria | Data di scoperta  | Scopritore           |
| -------- | ------------------------ | ----------------- | -------------------- |
| 404001 - | 2012 BC138               | 25 dicembre 2005  | Spacewatch           |
| 404002 - | 2012 BO138               | 29 ottobre 2005   | Mt. Lemmon Survey    |
| 404003 - | 2012 BU138               | 22 novembre 2005  | Spacewatch           |
| 404004 - | 2012 BX148               | 29 gennaio 2012   | Spacewatch           |
| 404005 - | 2012 BA152               | 31 dicembre 2000  | Spacewatch           |
| 404006 - | 2012 BO152               | 18 febbraio 2008  | Mt. Lemmon Survey    |
| 404007 - | 2012 CB2                 | 30 settembre 2003 | Spacewatch           |
| 404008 - | 2012 CC2                 | 23 febbraio 2007  | Spacewatch           |
| 404009 - | 2012 CT7                 | 19 settembre 2006 | CSS                  |
| 404010 - | 2012 CU7                 | 5 novembre 2010   | Mt. Lemmon Survey    |
| 404011 - | 2012 CP10                | 23 febbraio 2007  | Spacewatch           |
| 404012 - | 2012 CB12                | 28 novembre 2010  | Mt. Lemmon Survey    |
| 404013 - | 2012 CF12                | 26 settembre 2009 | Spacewatch           |
| 404014 - | 2012 CN12                | 21 febbraio 2007  | Mt. Lemmon Survey    |
| 404015 - | 2012 CY12                | 12 marzo 2007     | Spacewatch           |
| 404016 - | 2012 CE13                | 16 novembre 2010  | Mt. Lemmon Survey    |
| 404017 - | 2012 CN13                | 25 settembre 2006 | CSS                  |
| 404018 - | 2012 CQ14                | 28 marzo 2008     | Spacewatch           |
| 404019 - | 2012 CG15                | 21 gennaio 2012   | Spacewatch           |
| 404020 - | 2012 CM16                | 17 ottobre 2010   | Spacewatch           |
| 404021 - | 2012 CY17                | 13 settembre 2004 | Spacewatch           |
| 404022 - | 2012 CC21                | 25 settembre 2005 | Spacewatch           |
| 404023 - | 2012 CE29                | 11 marzo 2008     | Siding Spring Survey |
| 404024 - | 2012 CH29                | 19 ottobre 2006   | CSS                  |
| 404025 - | 2012 CG30                | 17 febbraio 2007  | Spacewatch           |
| 404026 - | 2012 CW34                | 26 gennaio 2012   | Spacewatch           |
| 404027 - | 2012 CU37                | 20 gennaio 2012   | Spacewatch           |
| 404028 - | 2012 CP41                | 15 settembre 2010 | CSS                  |
| 404029 - | 2012 CU42                | 8 gennaio 2006    | Spacewatch           |
| 404030 - | 2012 CW42                | 12 marzo 2007     | Spacewatch           |
| 404031 - | 2012 CG43                | 28 novembre 2011  | Mt. Lemmon Survey    |
| 404032 - | 2012 CR44                | 27 febbraio 2007  | Spacewatch           |
| 404033 - | 2012 CF45                | 27 dicembre 2011  | Mt. Lemmon Survey    |
| 404034 - | 2012 CT45                | 10 settembre 2010 | Mt. Lemmon Survey    |
| 404035 - | 2012 CM49                | 20 novembre 2006  | Spacewatch           |
| 404036 - | 2012 CM51                | 21 febbraio 2007  | Spacewatch           |
| 404037 - | 2012 CU52                | 27 gennaio 2007   | Spacewatch           |
| 404038 - | 2012 CQ53                | 21 dicembre 2000  | Spacewatch           |
| 404039 - | 2012 DC                  | 19 settembre 2009 | Mt. Lemmon Survey    |
| 404040 - | 2012 DO1                 | 15 agosto 2009    | Spacewatch           |
| 404041 - | 2012 DD3                 | 22 gennaio 2006   | Mt. Lemmon Survey    |
| 404042 - | 2012 DQ5                 | 5 dicembre 2002   | Spacewatch           |
| 404043 - | 2012 DV5                 | 9 gennaio 2006    | Spacewatch           |
| 404044 - | 2012 DA6                 | 31 dicembre 2005  | Spacewatch           |
| 404045 - | 2012 DB7                 | 26 dicembre 2011  | Spacewatch           |
| 404046 - | 2012 DC7                 | 1º novembre 2011  | Mt. Lemmon Survey    |
| 404047 - | 2012 DB8                 | 29 ottobre 2003   | Spacewatch           |
| 404048 - | 2012 DY8                 | 9 ottobre 2010    | Mt. Lemmon Survey    |
| 404049 - | 2012 DR9                 | 27 gennaio 2007   | Mt. Lemmon Survey    |
| 404050 - | 2012 DL12                | 30 gennaio 2012   | Spacewatch           |
| 404051 - | 2012 DT13                | 14 marzo 2007     | Mt. Lemmon Survey    |
| 404052 - | 2012 DV13                | 18 settembre 2010 | Mt. Lemmon Survey    |
| 404053 - | 2012 DG16                | 1º dicembre 2010  | Spacewatch           |
| 404054 - | 2012 DJ16                | 3 febbraio 2012   | Mt. Lemmon Survey    |
| 404055 - | 2012 DV16                | 7 ottobre 2004    | Spacewatch           |
| 404056 - | 2012 DE17                | 25 luglio 2010    | WISE                 |
| 404057 - | 2012 DO23                | 30 gennaio 2006   | CSS                  |
| 404058 - | 2012 DX26                | 12 marzo 2007     | CSS                  |
| 404059 - | 2012 DD27                | 17 febbraio 2007  | Mt. Lemmon Survey    |
| 404060 - | 2012 DJ27                | 23 gennaio 2006   | Spacewatch           |
| 404061 - | 2012 DM27                | 17 settembre 2009 | Spacewatch           |
| 404062 - | 2012 DK29                | 28 agosto 2005    | Spacewatch           |
| 404063 - | 2012 DS33                | 17 febbraio 2007  | Mt. Lemmon Survey    |
| 404064 - | 2012 DD38                | 28 dicembre 2005  | Spacewatch           |
| 404065 - | 2012 DQ39                | 18 gennaio 2010   | WISE                 |
| 404066 - | 2012 DT43                | 27 gennaio 2006   | Mt. Lemmon Survey    |
| 404067 - | 2012 DC50                | 15 marzo 2007     | Mt. Lemmon Survey    |
| 404068 - | 2012 DN59                | 16 marzo 2007     | Spacewatch           |
| 404069 - | 2012 DF60                | 17 febbraio 2007  | Spacewatch           |
| 404070 - | 2012 DW61                | 15 ottobre 2004   | Mt. Lemmon Survey    |
| 404071 - | 2012 DU65                | 4 dicembre 2005   | Mt. Lemmon Survey    |
| 404072 - | 2012 DF67                | 31 gennaio 2006   | Spacewatch           |
| 404073 - | 2012 DE69                | 29 luglio 2010    | WISE                 |
| 404074 - | 2012 DH71                | 26 novembre 2005  | Mt. Lemmon Survey    |
| 404075 - | 2012 DJ73                | 19 gennaio 2012   | Spacewatch           |
| 404076 - | 2012 DM79                | 16 marzo 2007     | Spacewatch           |
| 404077 - | 2012 DV81                | 11 settembre 2004 | Spacewatch           |
| 404078 - | 2012 DT83                | 21 dicembre 2005  | CSS                  |
| 404079 - | 2012 DL88                | 17 febbraio 2004  | Spacewatch           |
| 404080 - | 2012 DB89                | 29 settembre 2009 | Mt. Lemmon Survey    |
| 404081 - | 2012 DK89                | 13 dicembre 2010  | Mt. Lemmon Survey    |
| 404082 - | 2012 EN                  | 9 marzo 2005      | Mt. Lemmon Survey    |
| 404083 - | 2012 ER1                 | 19 aprile 2007    | Spacewatch           |
| 404084 - | 2012 ES1                 | 22 febbraio 2006  | LONEOS               |
| 404085 - | 2012 ET4                 | 7 ottobre 2004    | LINEAR               |
| 404086 - | 2012 ES6                 | 26 gennaio 2000   | Spacewatch           |
| 404087 - | 2012 EN7                 | 19 settembre 2003 | LINEAR               |
| 404088 - | 2012 EZ10                | 9 ottobre 2004    | Spacewatch           |
| 404089 - | 2012 FV                  | 10 novembre 2005  | Mt. Lemmon Survey    |
| 404090 - | 2012 FP5                 | 10 marzo 2007     | Mt. Lemmon Survey    |
| 404091 - | 2012 FO9                 | 14 gennaio 2010   | WISE                 |
| 404092 - | 2012 FF19                | 22 aprile 2007    | Spacewatch           |
| 404093 - | 2012 FK22                | 3 settembre 1997  | ODAS                 |
| 404094 - | 2012 FE30                | 12 dicembre 2004  | Spacewatch           |
| 404095 - | 2012 FP32                | 27 dicembre 2005  | Spacewatch           |
| 404096 - | 2012 FJ33                | 12 marzo 2007     | Spacewatch           |
| 404097 - | 2012 FN33                | 6 settembre 2008  | Mt. Lemmon Survey    |
| 404098 - | 2012 FM45                | 28 dicembre 2005  | Mt. Lemmon Survey    |
| 404099 - | 2012 FE46                | 22 febbraio 2012  | Spacewatch           |
| 404100 - | 2012 FK50                | 24 dicembre 2006  | Spacewatch           |

## 404101-404200
| Nome     | Designazione provvisoria | Data di scoperta  | Scopritore           |
| -------- | ------------------------ | ----------------- | -------------------- |
| 404101 - | 2012 FW57                | 30 gennaio 2006   | Spacewatch           |
| 404102 - | 2012 FS69                | 17 novembre 2010  | Mt. Lemmon Survey    |
| 404103 - | 2012 FC82                | 23 aprile 2007    | Mt. Lemmon Survey    |
| 404104 - | 2012 GN2                 | 4 settembre 1999  | Spacewatch           |
| 404105 - | 2012 GX20                | 25 aprile 2007    | Spacewatch           |
| 404106 - | 2012 HX36                | 5 febbraio 2000   | Spacewatch           |
| 404107 - | 2012 QW35                | 18 novembre 2009  | Spacewatch           |
| 404108 - | 2012 SF51                | 24 settembre 2012 | Mt. Lemmon Survey    |
| 404109 - | 2012 UE1                 | 22 maggio 2003    | Spacewatch           |
| 404110 - | 2012 WO8                 | 22 settembre 2003 | Spacewatch           |
| 404111 - | 2012 XO40                | 19 novembre 2003  | LONEOS               |
| 404112 - | 2012 XQ83                | 30 dicembre 2007  | Spacewatch           |
| 404113 - | 2012 XX105               | 29 gennaio 2006   | CSS                  |
| 404114 - | 2012 XL152               | 2 febbraio 2006   | LONEOS               |
| 404115 - | 2013 AG                  | 15 giugno 2010    | Siding Spring Survey |
| 404116 - | 2013 AV17                | 10 febbraio 2002  | LONEOS               |
| 404117 - | 2013 AJ23                | 20 febbraio 2002  | Spacewatch           |
| 404118 - | 2013 AF40                | 1º novembre 2008  | Mt. Lemmon Survey    |
| 404119 - | 2013 AA42                | 26 marzo 2006     | Spacewatch           |
| 404120 - | 2013 AZ57                | 20 febbraio 2006  | Mt. Lemmon Survey    |
| 404121 - | 2013 AY59                | 24 febbraio 2006  | Mt. Lemmon Survey    |
| 404122 - | 2013 AH74                | 13 aprile 2005    | CSS                  |
| 404123 - | 2013 AL114               | 22 giugno 2006    | Spacewatch           |
| 404124 - | 2013 AW116               | 11 settembre 2007 | Spacewatch           |
| 404125 - | 2013 AW117               | 10 febbraio 2002  | LINEAR               |
| 404126 - | 2013 AM128               | 1º febbraio 2006  | Spacewatch           |
| 404127 - | 2013 AN174               | 10 maggio 2005    | Mt. Lemmon Survey    |
| 404128 - | 2013 AS182               | 13 marzo 2010     | Mt. Lemmon Survey    |
| 404129 - | 2013 BN8                 | 22 dicembre 2008  | Spacewatch           |
| 404130 - | 2013 BF28                | 22 novembre 2006  | Spacewatch           |
| 404131 - | 2013 BD30                | 23 settembre 2008 | Spacewatch           |
| 404132 - | 2013 BL61                | 5 gennaio 2013    | Spacewatch           |
| 404133 - | 2013 BP61                | 28 dicembre 2005  | Mt. Lemmon Survey    |
| 404134 - | 2013 BQ62                | 14 settembre 2007 | Mt. Lemmon Survey    |
| 404135 - | 2013 CH2                 | 27 febbraio 2009  | Siding Spring Survey |
| 404136 - | 2013 CV4                 | 1º febbraio 2006  | Mt. Lemmon Survey    |
| 404137 - | 2013 CX9                 | 24 marzo 2006     | Mt. Lemmon Survey    |
| 404138 - | 2013 CM10                | 21 dicembre 2008  | Spacewatch           |
| 404139 - | 2013 CP16                | 13 marzo 2002     | LINEAR               |
| 404140 - | 2013 CQ17                | 4 febbraio 2009   | Mt. Lemmon Survey    |
| 404141 - | 2013 CE18                | 11 novembre 2001  | Spacewatch           |
| 404142 - | 2013 CK18                | 28 agosto 2006    | Spacewatch           |
| 404143 - | 2013 CR18                | 22 ottobre 2008   | Spacewatch           |
| 404144 - | 2013 CY18                | 30 dicembre 2008  | Mt. Lemmon Survey    |
| 404145 - | 2013 CB19                | 1º marzo 2005     | Spacewatch           |
| 404146 - | 2013 CD19                | 26 ottobre 2008   | Spacewatch           |
| 404147 - | 2013 CF24                | 28 gennaio 2006   | Mt. Lemmon Survey    |
| 404148 - | 2013 CK29                | 11 luglio 2004    | LINEAR               |
| 404149 - | 2013 CR30                | 23 gennaio 2006   | Spacewatch           |
| 404150 - | 2013 CB32                | 27 marzo 2003     | CINEOS               |
| 404151 - | 2013 CQ33                | 12 maggio 2008    | Siding Spring Survey |
| 404152 - | 2013 CK38                | 24 agosto 2007    | Spacewatch           |
| 404153 - | 2013 CU38                | 24 settembre 2011 | Mt. Lemmon Survey    |
| 404154 - | 2013 CS44                | 28 gennaio 2009   | Spacewatch           |
| 404155 - | 2013 CF46                | 7 maggio 2006     | Mt. Lemmon Survey    |
| 404156 - | 2013 CS46                | 5 marzo 2010      | Spacewatch           |
| 404157 - | 2013 CJ50                | 29 febbraio 2000  | LINEAR               |
| 404158 - | 2013 CR54                | 2 marzo 2006      | Spacewatch           |
| 404159 - | 2013 CG58                | 5 febbraio 2013   | Spacewatch           |
| 404160 - | 2013 CH62                | 16 gennaio 2009   | Spacewatch           |
| 404161 - | 2013 CS64                | 28 dicembre 2005  | Mt. Lemmon Survey    |
| 404162 - | 2013 CX66                | 3 febbraio 2009   | Spacewatch           |
| 404163 - | 2013 CG70                | 16 marzo 2010     | WISE                 |
| 404164 - | 2013 CC71                | 15 gennaio 2008   | Spacewatch           |
| 404165 - | 2013 CP75                | 23 gennaio 2006   | Spacewatch           |
| 404166 - | 2013 CQ75                | 17 settembre 2003 | Spacewatch           |
| 404167 - | 2013 CX75                | 5 marzo 2006      | Spacewatch           |
| 404168 - | 2013 CF77                | 22 febbraio 2006  | Mt. Lemmon Survey    |
| 404169 - | 2013 CF79                | 11 gennaio 2000   | Spacewatch           |
| 404170 - | 2013 CZ79                | 9 febbraio 1999   | Spacewatch           |
| 404171 - | 2013 CV81                | 1º novembre 2008  | Mt. Lemmon Survey    |
| 404172 - | 2013 CH83                | 24 aprile 2009    | Spacewatch           |
| 404173 - | 2013 CF84                | 16 gennaio 2005   | Spacewatch           |
| 404174 - | 2013 CA86                | 25 ottobre 2008   | Spacewatch           |
| 404175 - | 2013 CL86                | 24 marzo 2006     | Spacewatch           |
| 404176 - | 2013 CO87                | 18 marzo 2010     | Spacewatch           |
| 404177 - | 2013 CO88                | 27 agosto 2006    | LONEOS               |
| 404178 - | 2013 CC90                | 16 gennaio 2004   | CSS                  |
| 404179 - | 2013 CM93                | 29 dicembre 2005  | Spacewatch           |
| 404180 - | 2013 CG98                | 24 febbraio 2009  | Spacewatch           |
| 404181 - | 2013 CL100               | 8 gennaio 2013    | Mt. Lemmon Survey    |
| 404182 - | 2013 CZ101               | 3 marzo 2005      | Spacewatch           |
| 404183 - | 2013 CO103               | 29 aprile 2003    | LINEAR               |
| 404184 - | 2013 CU106               | 11 luglio 2004    | LINEAR               |
| 404185 - | 2013 CY110               | 28 settembre 2011 | Mt. Lemmon Survey    |
| 404186 - | 2013 CK111               | 7 ottobre 2004    | Spacewatch           |
| 404187 - | 2013 CC112               | 7 febbraio 2006   | Mt. Lemmon Survey    |
| 404188 - | 2013 CD113               | 30 gennaio 2006   | Spacewatch           |
| 404189 - | 2013 CE113               | 6 febbraio 2002   | LINEAR               |
| 404190 - | 2013 CB118               | 9 aprile 2006     | Spacewatch           |
| 404191 - | 2013 CC118               | 8 aprile 2006     | Spacewatch           |
| 404192 - | 2013 CK120               | 28 ottobre 2011   | Mt. Lemmon Survey    |
| 404193 - | 2013 CY122               | 1º gennaio 2009   | Spacewatch           |
| 404194 - | 2013 CH123               | 26 ottobre 2008   | Spacewatch           |
| 404195 - | 2013 CH125               | 24 ottobre 2011   | Mt. Lemmon Survey    |
| 404196 - | 2013 CC126               | 30 novembre 2008  | Spacewatch           |
| 404197 - | 2013 CW130               | 17 gennaio 2005   | Spacewatch           |
| 404198 - | 2013 CL132               | 19 gennaio 2004   | Spacewatch           |
| 404199 - | 2013 CG133               | 1º gennaio 2008   | Spacewatch           |
| 404200 - | 2013 CH133               | 16 marzo 2002     | Spacewatch           |

## 404201-404300
| Nome     | Designazione provvisoria | Data di scoperta  | Scopritore        |
| -------- | ------------------------ | ----------------- | ----------------- |
| 404201 - | 2013 CV136               | 26 febbraio 2009  | Spacewatch        |
| 404202 - | 2013 CM138               | 23 settembre 2011 | Spacewatch        |
| 404203 - | 2013 CS144               | 6 aprile 1994     | Spacewatch        |
| 404204 - | 2013 CK152               | 11 maggio 2010    | Mt. Lemmon Survey |
| 404205 - | 2013 CS156               | 21 febbraio 2009  | Spacewatch        |
| 404206 - | 2013 CH159               | 18 febbraio 2010  | Mt. Lemmon Survey |
| 404207 - | 2013 CB160               | 16 settembre 2003 | Spacewatch        |
| 404208 - | 2013 CL162               | 20 febbraio 2009  | Spacewatch        |
| 404209 - | 2013 CQ162               | 28 gennaio 2006   | Mt. Lemmon Survey |
| 404210 - | 2013 CU163               | 13 marzo 2005     | Mt. Lemmon Survey |
| 404211 - | 2013 CE166               | 2 dicembre 2008   | Mt. Lemmon Survey |
| 404212 - | 2013 CM169               | 28 gennaio 2006   | Spacewatch        |
| 404213 - | 2013 CR169               | 11 aprile 2010    | Mt. Lemmon Survey |
| 404214 - | 2013 CX170               | 14 marzo 2000     | Spacewatch        |
| 404215 - | 2013 CM172               | 3 marzo 2006      | Spacewatch        |
| 404216 - | 2013 CT174               | 29 settembre 2008 | Mt. Lemmon Survey |
| 404217 - | 2013 CC181               | 14 dicembre 2001  | LINEAR            |
| 404218 - | 2013 CT183               | 15 febbraio 2009  | CSS               |
| 404219 - | 2013 CR184               | 10 giugno 2010    | WISE              |
| 404220 - | 2013 CG187               | 12 marzo 2005     | LINEAR            |
| 404221 - | 2013 CZ187               | 1º ottobre 2005   | Spacewatch        |
| 404222 - | 2013 CJ200               | 30 dicembre 2005  | Spacewatch        |
| 404223 - | 2013 CY203               | 10 maggio 2003    | Spacewatch        |
| 404224 - | 2013 CX206               | 21 settembre 2011 | CSS               |
| 404225 - | 2013 CS208               | 1º gennaio 2009   | Spacewatch        |
| 404226 - | 2013 CM222               | 19 aprile 2009    | Mt. Lemmon Survey |
| 404227 - | 2013 DB5                 | 23 marzo 2006     | CSS               |
| 404228 - | 2013 DF6                 | 12 ottobre 2007   | Mt. Lemmon Survey |
| 404229 - | 2013 DM7                 | 26 gennaio 2009   | Mt. Lemmon Survey |
| 404230 - | 2013 EF2                 | 25 dicembre 2005  | Mt. Lemmon Survey |
| 404231 - | 2013 EF3                 | 25 gennaio 2009   | Spacewatch        |
| 404232 - | 2013 EZ3                 | 18 dicembre 2001  | Spacewatch        |
| 404233 - | 2013 EM4                 | 20 febbraio 2009  | CSS               |
| 404234 - | 2013 EF5                 | 13 agosto 2010    | Spacewatch        |
| 404235 - | 2013 EH5                 | 28 febbraio 2009  | Mt. Lemmon Survey |
| 404236 - | 2013 EH6                 | 13 settembre 2007 | Spacewatch        |
| 404237 - | 2013 EF7                 | 21 settembre 2003 | Spacewatch        |
| 404238 - | 2013 EK7                 | 23 agosto 2007    | Spacewatch        |
| 404239 - | 2013 EV7                 | 24 aprile 2006    | Spacewatch        |
| 404240 - | 2013 EK9                 | 18 agosto 2009    | Spacewatch        |
| 404241 - | 2013 ER9                 | 3 giugno 2005     | Spacewatch        |
| 404242 - | 2013 ES10                | 2 febbraio 2000   | LINEAR            |
| 404243 - | 2013 EA11                | 11 settembre 2007 | CSS               |
| 404244 - | 2013 EY11                | 22 dicembre 2008  | Spacewatch        |
| 404245 - | 2013 EA15                | 29 ottobre 2008   | Spacewatch        |
| 404246 - | 2013 ES17                | 10 gennaio 2008   | Mt. Lemmon Survey |
| 404247 - | 2013 ET28                | 20 ottobre 2006   | Mt. Lemmon Survey |
| 404248 - | 2013 EW29                | 5 aprile 2000     | LINEAR            |
| 404249 - | 2013 EZ29                | 1º marzo 2009     | Spacewatch        |
| 404250 - | 2013 EK30                | 7 settembre 2004  | Spacewatch        |
| 404251 - | 2013 EO31                | 8 maggio 2005     | Mt. Lemmon Survey |
| 404252 - | 2013 EX31                | 27 novembre 2006  | Spacewatch        |
| 404253 - | 2013 EY31                | 11 maggio 2005    | CSS               |
| 404254 - | 2013 EF33                | 11 settembre 2010 | Mt. Lemmon Survey |
| 404255 - | 2013 EV33                | 18 settembre 2003 | Spacewatch        |
| 404256 - | 2013 EY33                | 18 ottobre 2003   | Spacewatch        |
| 404257 - | 2013 EQ34                | 24 marzo 2001     | Spacewatch        |
| 404258 - | 2013 ER34                | 5 aprile 2000     | LINEAR            |
| 404259 - | 2013 EO37                | 11 aprile 2003    | Spacewatch        |
| 404260 - | 2013 ES38                | 10 gennaio 2007   | Mt. Lemmon Survey |
| 404261 - | 2013 EL44                | 18 ottobre 1995   | Spacewatch        |
| 404262 - | 2013 EP45                | 3 marzo 2005      | Spacewatch        |
| 404263 - | 2013 EC46                | 30 agosto 2005    | Spacewatch        |
| 404264 - | 2013 EV50                | 7 settembre 2004  | Spacewatch        |
| 404265 - | 2013 EL67                | 10 maggio 2005    | Spacewatch        |
| 404266 - | 2013 EY68                | 27 marzo 2008     | Spacewatch        |
| 404267 - | 2013 EG74                | 2 novembre 2007   | Spacewatch        |
| 404268 - | 2013 EJ79                | 18 marzo 2004     | Spacewatch        |
| 404269 - | 2013 EY80                | 24 dicembre 2005  | Spacewatch        |
| 404270 - | 2013 EP82                | 21 marzo 2009     | CSS               |
| 404271 - | 2013 EQ83                | 5 aprile 2000     | Spacewatch        |
| 404272 - | 2013 ES84                | 25 aprile 2006    | Mt. Lemmon Survey |
| 404273 - | 2013 EX85                | 27 dicembre 2011  | Mt. Lemmon Survey |
| 404274 - | 2013 EA87                | 27 aprile 2009    | Mt. Lemmon Survey |
| 404275 - | 2013 EV87                | 17 gennaio 2007   | Spacewatch        |
| 404276 - | 2013 EE88                | 24 novembre 2011  | Mt. Lemmon Survey |
| 404277 - | 2013 EH88                | 2 aprile 2006     | CSS               |
| 404278 - | 2013 ET88                | 19 giugno 2010    | Mt. Lemmon Survey |
| 404279 - | 2013 EN90                | 20 ottobre 2011   | Mt. Lemmon Survey |
| 404280 - | 2013 EL91                | 5 dicembre 2008   | Spacewatch        |
| 404281 - | 2013 EQ91                | 23 maggio 2006    | Spacewatch        |
| 404282 - | 2013 EH92                | 25 febbraio 2006  | Spacewatch        |
| 404283 - | 2013 EQ97                | 22 febbraio 2004  | Spacewatch        |
| 404284 - | 2013 EX97                | 15 aprile 2001    | Spacewatch        |
| 404285 - | 2013 EZ101               | 12 aprile 2008    | Mt. Lemmon Survey |
| 404286 - | 2013 EL102               | 18 marzo 2004     | Spacewatch        |
| 404287 - | 2013 EC103               | 27 dicembre 2011  | Spacewatch        |
| 404288 - | 2013 EM105               | 29 aprile 2006    | Spacewatch        |
| 404289 - | 2013 EN106               | 3 ottobre 2006    | Mt. Lemmon Survey |
| 404290 - | 2013 EY106               | 7 maggio 2005     | Spacewatch        |
| 404291 - | 2013 ED107               | 18 novembre 2007  | Mt. Lemmon Survey |
| 404292 - | 2013 EO107               | 3 maggio 1997     | Spacewatch        |
| 404293 - | 2013 EM108               | 13 dicembre 2006  | Spacewatch        |
| 404294 - | 2013 EH109               | 12 dicembre 2006  | Spacewatch        |
| 404295 - | 2013 EL109               | 20 settembre 1998 | Spacewatch        |
| 404296 - | 2013 EC110               | 28 aprile 2004    | Spacewatch        |
| 404297 - | 2013 EQ111               | 22 ottobre 2006   | Spacewatch        |
| 404298 - | 2013 EP113               | 15 febbraio 2004  | LINEAR            |
| 404299 - | 2013 ET113               | 7 novembre 2007   | Spacewatch        |
| 404300 - | 2013 EV113               | 1º gennaio 2009   | Spacewatch        |

## 404301-404400
| Nome     | Designazione provvisoria | Data di scoperta  | Scopritore           |
| -------- | ------------------------ | ----------------- | -------------------- |
| 404301 - | 2013 EE115               | 24 febbraio 2006  | Mt. Lemmon Survey    |
| 404302 - | 2013 EZ115               | 26 aprile 2000    | Spacewatch           |
| 404303 - | 2013 EH119               | 7 ottobre 1999    | Spacewatch           |
| 404304 - | 2013 EF120               | 9 febbraio 2008   | Mt. Lemmon Survey    |
| 404305 - | 2013 EV120               | 7 ottobre 2004    | Spacewatch           |
| 404306 - | 2013 EC121               | 21 dicembre 2008  | Spacewatch           |
| 404307 - | 2013 EJ121               | 21 ottobre 2006   | Mt. Lemmon Survey    |
| 404308 - | 2013 EV122               | 3 settembre 1999  | Spacewatch           |
| 404309 - | 2013 EJ123               | 25 aprile 2003    | Spacewatch           |
| 404310 - | 2013 EY124               | 27 ottobre 2005   | Mt. Lemmon Survey    |
| 404311 - | 2013 EQ126               | 14 maggio 2004    | Spacewatch           |
| 404312 - | 2013 EN127               | 3 febbraio 2009   | Spacewatch           |
| 404313 - | 2013 EQ127               | 28 settembre 2006 | Spacewatch           |
| 404314 - | 2013 ET127               | 27 febbraio 2009  | Siding Spring Survey |
| 404315 - | 2013 EG134               | 17 novembre 2006  | Mt. Lemmon Survey    |
| 404316 - | 2013 FA2                 | 9 maggio 2004     | Spacewatch           |
| 404317 - | 2013 FU2                 | 2 febbraio 2009   | Mt. Lemmon Survey    |
| 404318 - | 2013 FH4                 | 4 novembre 2007   | Spacewatch           |
| 404319 - | 2013 FP5                 | 25 aprile 2006    | Spacewatch           |
| 404320 - | 2013 FH7                 | 30 settembre 2010 | Mt. Lemmon Survey    |
| 404321 - | 2013 FT9                 | 20 gennaio 2009   | CSS                  |
| 404322 - | 2013 FN10                | 19 maggio 2006    | Mt. Lemmon Survey    |
| 404323 - | 2013 FY11                | 21 marzo 2004     | Spacewatch           |
| 404324 - | 2013 FH12                | 31 dicembre 2008  | Mt. Lemmon Survey    |
| 404325 - | 2013 FR12                | 10 marzo 2005     | LONEOS               |
| 404326 - | 2013 FA13                | 20 aprile 2009    | CSS                  |
| 404327 - | 2013 FY14                | 16 aprile 2005    | CSS                  |
| 404328 - | 2013 FZ16                | 30 aprile 2006    | Spacewatch           |
| 404329 - | 2013 FD17                | 17 gennaio 2009   | Spacewatch           |
| 404330 - | 2013 FP17                | 6 aprile 2008     | Spacewatch           |
| 404331 - | 2013 FY18                | 10 ottobre 2007   | Mt. Lemmon Survey    |
| 404332 - | 2013 FA19                | 2 ottobre 2006    | Mt. Lemmon Survey    |
| 404333 - | 2013 FD20                | 1º giugno 2003    | Spacewatch           |
| 404334 - | 2013 FR20                | 13 settembre 2005 | Spacewatch           |
| 404335 - | 2013 FT20                | 18 settembre 2010 | Mt. Lemmon Survey    |
| 404336 - | 2013 FW20                | 24 marzo 2006     | Mt. Lemmon Survey    |
| 404337 - | 2013 FX20                | 14 novembre 2006  | Spacewatch           |
| 404338 - | 2013 FZ20                | 17 aprile 2005    | Spacewatch           |
| 404339 - | 2013 FB21                | 28 febbraio 2008  | Mt. Lemmon Survey    |
| 404340 - | 2013 FN21                | 22 settembre 2001 | Spacewatch           |
| 404341 - | 2013 FW22                | 23 gennaio 2006   | Spacewatch           |
| 404342 - | 2013 FO23                | 27 agosto 2009    | Spacewatch           |
| 404343 - | 2013 FN24                | 12 aprile 2002    | Spacewatch           |
| 404344 - | 2013 FP24                | 12 marzo 2013     | Spacewatch           |
| 404345 - | 2013 FT26                | 10 dicembre 2006  | Spacewatch           |
| 404346 - | 2013 GW1                 | 13 ottobre 2006   | Spacewatch           |
| 404347 - | 2013 GV3                 | 19 marzo 2004     | Spacewatch           |
| 404348 - | 2013 GK4                 | 23 marzo 2003     | Spacewatch           |
| 404349 - | 2013 GW6                 | 6 marzo 1999      | Spacewatch           |
| 404350 - | 2013 GO7                 | 24 settembre 2000 | LONEOS               |
| 404351 - | 2013 GH9                 | 17 marzo 2004     | Spacewatch           |
| 404352 - | 2013 GR10                | 29 settembre 2005 | Mt. Lemmon Survey    |
| 404353 - | 2013 GL11                | 3 dicembre 2004   | Spacewatch           |
| 404354 - | 2013 GV11                | 19 gennaio 2005   | Spacewatch           |
| 404355 - | 2013 GH12                | 26 marzo 2006     | Spacewatch           |
| 404356 - | 2013 GP14                | 1º maggio 2009    | Spacewatch           |
| 404357 - | 2013 GT15                | 17 gennaio 2005   | Spacewatch           |
| 404358 - | 2013 GS17                | 9 febbraio 2007   | Spacewatch           |
| 404359 - | 2013 GP19                | 10 settembre 2007 | Mt. Lemmon Survey    |
| 404360 - | 2013 GL20                | 4 settembre 2007  | CSS                  |
| 404361 - | 2013 GP20                | 1º febbraio 2006  | Mt. Lemmon Survey    |
| 404362 - | 2013 GT20                | 2 febbraio 2008   | Spacewatch           |
| 404363 - | 2013 GW20                | 13 febbraio 2004  | Spacewatch           |
| 404364 - | 2013 GX20                | 13 febbraio 2008  | Spacewatch           |
| 404365 - | 2013 GJ21                | 23 ottobre 2006   | Spacewatch           |
| 404366 - | 2013 GA22                | 25 febbraio 2007  | Spacewatch           |
| 404367 - | 2013 GN22                | 13 ottobre 1998   | Spacewatch           |
| 404368 - | 2013 GM25                | 28 settembre 1997 | Spacewatch           |
| 404369 - | 2013 GC26                | 10 febbraio 2002  | LINEAR               |
| 404370 - | 2013 GD26                | 5 settembre 2010  | Mt. Lemmon Survey    |
| 404371 - | 2013 GF26                | 31 marzo 2009     | Mt. Lemmon Survey    |
| 404372 - | 2013 GO26                | 18 aprile 2009    | Mt. Lemmon Survey    |
| 404373 - | 2013 GL27                | 31 luglio 2005    | NEAT                 |
| 404374 - | 2013 GF29                | 15 aprile 2005    | CSS                  |
| 404375 - | 2013 GR29                | 25 novembre 2000  | Spacewatch           |
| 404376 - | 2013 GC31                | 10 marzo 2005     | Mt. Lemmon Survey    |
| 404377 - | 2013 GV31                | 11 marzo 2005     | Mt. Lemmon Survey    |
| 404378 - | 2013 GM32                | 22 ottobre 2006   | Spacewatch           |
| 404379 - | 2013 GB33                | 16 settembre 2009 | Spacewatch           |
| 404380 - | 2013 GH36                | 17 marzo 2009     | Spacewatch           |
| 404381 - | 2013 GG38                | 3 maggio 2006     | Mt. Lemmon Survey    |
| 404382 - | 2013 GK39                | 17 novembre 2006  | Mt. Lemmon Survey    |
| 404383 - | 2013 GL39                | 24 gennaio 2004   | LINEAR               |
| 404384 - | 2013 GP39                | 17 marzo 2004     | Spacewatch           |
| 404385 - | 2013 GB43                | 21 settembre 2011 | Spacewatch           |
| 404386 - | 2013 GF43                | 19 marzo 2009     | Mt. Lemmon Survey    |
| 404387 - | 2013 GN43                | 24 ottobre 2005   | Spacewatch           |
| 404388 - | 2013 GE44                | 22 novembre 2006  | Spacewatch           |
| 404389 - | 2013 GX44                | 7 novembre 2007   | Spacewatch           |
| 404390 - | 2013 GQ45                | 31 gennaio 2009   | Spacewatch           |
| 404391 - | 2013 GC46                | 14 gennaio 2008   | Spacewatch           |
| 404392 - | 2013 GR47                | 9 febbraio 2008   | Spacewatch           |
| 404393 - | 2013 GY47                | 22 ottobre 2006   | Spacewatch           |
| 404394 - | 2013 GW48                | 17 dicembre 2007  | Mt. Lemmon Survey    |
| 404395 - | 2013 GB49                | 1º ottobre 2005   | Spacewatch           |
| 404396 - | 2013 GH52                | 3 gennaio 2012    | Spacewatch           |
| 404397 - | 2013 GV52                | 10 novembre 2010  | Mt. Lemmon Survey    |
| 404398 - | 2013 GW53                | 9 febbraio 2008   | Spacewatch           |
| 404399 - | 2013 GF54                | 28 agosto 2005    | Spacewatch           |
| 404400 - | 2013 GD56                | 27 settembre 2009 | Mt. Lemmon Survey    |

## 404401-404500
| Nome     | Designazione provvisoria | Data di scoperta  | Scopritore           |
| -------- | ------------------------ | ----------------- | -------------------- |
| 404401 - | 2013 GO56                | 9 febbraio 2008   | Mt. Lemmon Survey    |
| 404402 - | 2013 GW56                | 16 settembre 2001 | LINEAR               |
| 404403 - | 2013 GW57                | 26 marzo 2004     | Spacewatch           |
| 404404 - | 2013 GS58                | 9 ottobre 2004    | Spacewatch           |
| 404405 - | 2013 GR59                | 17 ottobre 1995   | Spacewatch           |
| 404406 - | 2013 GV59                | 3 maggio 2005     | Spacewatch           |
| 404407 - | 2013 GR60                | 20 ottobre 2007   | Mt. Lemmon Survey    |
| 404408 - | 2013 GZ60                | 7 marzo 2013      | Spacewatch           |
| 404409 - | 2013 GW61                | 13 gennaio 2008   | Spacewatch           |
| 404410 - | 2013 GD62                | 13 novembre 2007  | Spacewatch           |
| 404411 - | 2013 GG65                | 10 settembre 2004 | Spacewatch           |
| 404412 - | 2013 GN67                | 15 gennaio 2005   | Spacewatch           |
| 404413 - | 2013 GV70                | 4 maggio 2008     | Spacewatch           |
| 404414 - | 2013 GL71                | 20 aprile 2004    | LINEAR               |
| 404415 - | 2013 GQ72                | 7 ottobre 2004    | Spacewatch           |
| 404416 - | 2013 GR73                | 22 dicembre 2005  | Spacewatch           |
| 404417 - | 2013 GG75                | 29 febbraio 2008  | Mt. Lemmon Survey    |
| 404418 - | 2013 GA77                | 16 settembre 2004 | Spacewatch           |
| 404419 - | 2013 GF79                | 15 marzo 2007     | Mt. Lemmon Survey    |
| 404420 - | 2013 GP81                | 30 gennaio 2012   | Spacewatch           |
| 404421 - | 2013 GT82                | 4 marzo 2008      | Mt. Lemmon Survey    |
| 404422 - | 2013 GG86                | 25 dicembre 2005  | Mt. Lemmon Survey    |
| 404423 - | 2013 GP88                | 19 maggio 2005    | Mt. Lemmon Survey    |
| 404424 - | 2013 GF89                | 20 maggio 2005    | Mt. Lemmon Survey    |
| 404425 - | 2013 GH90                | 3 ottobre 2006    | Mt. Lemmon Survey    |
| 404426 - | 2013 GN91                | 8 agosto 2004     | LINEAR               |
| 404427 - | 2013 GE92                | 5 marzo 2000      | LINEAR               |
| 404428 - | 2013 GX92                | 28 maggio 2010    | WISE                 |
| 404429 - | 2013 GW93                | 8 febbraio 2008   | Mt. Lemmon Survey    |
| 404430 - | 2013 GZ93                | 10 novembre 2010  | Mt. Lemmon Survey    |
| 404431 - | 2013 GA94                | 16 marzo 2004     | Spacewatch           |
| 404432 - | 2013 GX94                | 13 ottobre 2006   | Spacewatch           |
| 404433 - | 2013 GX95                | 10 gennaio 2007   | Spacewatch           |
| 404434 - | 2013 GA96                | 18 dicembre 2004  | Mt. Lemmon Survey    |
| 404435 - | 2013 GV96                | 10 novembre 2010  | Mt. Lemmon Survey    |
| 404436 - | 2013 GQ97                | 20 marzo 1996     | Spacewatch           |
| 404437 - | 2013 GJ98                | 13 settembre 2007 | Mt. Lemmon Survey    |
| 404438 - | 2013 GM98                | 27 gennaio 2007   | Mt. Lemmon Survey    |
| 404439 - | 2013 GS98                | 8 ottobre 2007    | Mt. Lemmon Survey    |
| 404440 - | 2013 GZ98                | 29 ottobre 2010   | CSS                  |
| 404441 - | 2013 GF101               | 24 ottobre 2005   | Spacewatch           |
| 404442 - | 2013 GT101               | 17 novembre 2004  | Siding Spring Survey |
| 404443 - | 2013 GL102               | 15 maggio 2009    | Spacewatch           |
| 404444 - | 2013 GR102               | 13 agosto 2010    | Spacewatch           |
| 404445 - | 2013 GU102               | 16 aprile 2005    | Spacewatch           |
| 404446 - | 2013 GC103               | 18 giugno 1998    | Spacewatch           |
| 404447 - | 2013 GL103               | 30 settembre 2011 | Spacewatch           |
| 404448 - | 2013 GD104               | 20 dicembre 2007  | Mt. Lemmon Survey    |
| 404449 - | 2013 GD105               | 1º febbraio 2005  | CSS                  |
| 404450 - | 2013 GK107               | 12 settembre 2007 | Mt. Lemmon Survey    |
| 404451 - | 2013 GN107               | 19 febbraio 2009  | Mt. Lemmon Survey    |
| 404452 - | 2013 GM110               | 11 maggio 2002    | LINEAR               |
| 404453 - | 2013 GN110               | 11 marzo 2005     | Spacewatch           |
| 404454 - | 2013 GS110               | 1º dicembre 2010  | Mt. Lemmon Survey    |
| 404455 - | 2013 GB111               | 16 maggio 2005    | Mt. Lemmon Survey    |
| 404456 - | 2013 GA113               | 2 aprile 2005     | Spacewatch           |
| 404457 - | 2013 GV114               | 30 gennaio 2009   | Mt. Lemmon Survey    |
| 404458 - | 2013 GB116               | 7 novembre 2010   | Mt. Lemmon Survey    |
| 404459 - | 2013 GL117               | 16 marzo 2004     | Spacewatch           |
| 404460 - | 2013 GN117               | 7 aprile 2008     | Spacewatch           |
| 404461 - | 2013 GR120               | 13 aprile 2004    | Spacewatch           |
| 404462 - | 2013 GZ120               | 4 novembre 2007   | Mt. Lemmon Survey    |
| 404463 - | 2013 GD121               | 25 settembre 2006 | Spacewatch           |
| 404464 - | 2013 GG123               | 13 novembre 2010  | Spacewatch           |
| 404465 - | 2013 GK123               | 11 settembre 2007 | Mt. Lemmon Survey    |
| 404466 - | 2013 GJ124               | 17 ottobre 2010   | Mt. Lemmon Survey    |
| 404467 - | 2013 GQ124               | 9 febbraio 2008   | Spacewatch           |
| 404468 - | 2013 GH126               | 7 ottobre 2004    | Spacewatch           |
| 404469 - | 2013 GR126               | 11 ottobre 1996   | Spacewatch           |
| 404470 - | 2013 GU128               | 2 aprile 2009     | Mt. Lemmon Survey    |
| 404471 - | 2013 GB131               | 23 novembre 2008  | Spacewatch           |
| 404472 - | 2013 GZ134               | 25 gennaio 2006   | Spacewatch           |
| 404473 - | 2013 GH135               | 19 novembre 2006  | Spacewatch           |
| 404474 - | 2013 GT135               | 13 maggio 2004    | Spacewatch           |
| 404475 - | 2013 GD136               | 2 novembre 2010   | Spacewatch           |
| 404476 - | 2013 GG136               | 31 marzo 2004     | Spacewatch           |
| 404477 - | 2013 GL136               | 25 novembre 2005  | Spacewatch           |
| 404478 - | 2013 HG2                 | 10 marzo 2007     | Spacewatch           |
| 404479 - | 2013 HL4                 | 8 giugno 1997     | Spacewatch           |
| 404480 - | 2013 HB5                 | 14 maggio 2004    | LINEAR               |
| 404481 - | 2013 HW8                 | 19 gennaio 2008   | Mt. Lemmon Survey    |
| 404482 - | 2013 HH9                 | 2 febbraio 2009   | Spacewatch           |
| 404483 - | 2013 HX12                | 3 febbraio 2008   | Spacewatch           |
| 404484 - | 2013 HH16                | 10 marzo 2007     | Mt. Lemmon Survey    |
| 404485 - | 2013 HL16                | 1º novembre 2005  | Mt. Lemmon Survey    |
| 404486 - | 2013 HD18                | 4 novembre 2007   | Mt. Lemmon Survey    |
| 404487 - | 2013 HP18                | 23 settembre 2009 | Mt. Lemmon Survey    |
| 404488 - | 2013 HK20                | 1º gennaio 2012   | Mt. Lemmon Survey    |
| 404489 - | 2013 HF23                | 22 febbraio 2006  | Mt. Lemmon Survey    |
| 404490 - | 2013 HS23                | 31 gennaio 2000   | LINEAR               |
| 404491 - | 2013 HH24                | 17 settembre 2006 | Spacewatch           |
| 404492 - | 2013 HL24                | 10 febbraio 2008  | Mt. Lemmon Survey    |
| 404493 - | 2013 HH26                | 11 marzo 2005     | Mt. Lemmon Survey    |
| 404494 - | 2013 HK26                | 15 marzo 2005     | Mt. Lemmon Survey    |
| 404495 - | 2013 HA28                | 17 ottobre 2010   | Mt. Lemmon Survey    |
| 404496 - | 2013 HU28                | 5 dicembre 2005   | Spacewatch           |
| 404497 - | 2013 HT29                | 16 ottobre 1996   | Spacewatch           |
| 404498 - | 2013 HN30                | 11 ottobre 2007   | Spacewatch           |
| 404499 - | 2013 HK31                | 1º novembre 2006  | Mt. Lemmon Survey    |
| 404500 - | 2013 HA32                | 13 gennaio 2005   | CSS                  |

## 404501-404600
| Nome     | Designazione provvisoria | Data di scoperta  | Scopritore           |
| -------- | ------------------------ | ----------------- | -------------------- |
| 404501 - | 2013 HD33                | 28 agosto 2005    | Spacewatch           |
| 404502 - | 2013 HF36                | 11 febbraio 2008  | Spacewatch           |
| 404503 - | 2013 HG36                | 15 dicembre 2006  | Spacewatch           |
| 404504 - | 2013 HL36                | 2 gennaio 2012    | Mt. Lemmon Survey    |
| 404505 - | 2013 HU41                | 13 novembre 2010  | Mt. Lemmon Survey    |
| 404506 - | 2013 HV41                | 2 marzo 1997      | Spacewatch           |
| 404507 - | 2013 HX41                | 15 settembre 2009 | Spacewatch           |
| 404508 - | 2013 HB48                | 13 marzo 2008     | Mt. Lemmon Survey    |
| 404509 - | 2013 HF48                | 25 ottobre 1997   | ODAS                 |
| 404510 - | 2013 HO50                | 19 agosto 2006    | Spacewatch           |
| 404511 - | 2013 HY51                | 26 ottobre 2005   | Spacewatch           |
| 404512 - | 2013 HJ54                | 28 agosto 2006    | Spacewatch           |
| 404513 - | 2013 HP54                | 27 settembre 2006 | Mt. Lemmon Survey    |
| 404514 - | 2013 HY59                | 4 ottobre 2004    | Spacewatch           |
| 404515 - | 2013 HX60                | 28 settembre 1994 | Spacewatch           |
| 404516 - | 2013 HV67                | 6 febbraio 2007   | Mt. Lemmon Survey    |
| 404517 - | 2013 HZ68                | 15 dicembre 2004  | Spacewatch           |
| 404518 - | 2013 HE78                | 13 novembre 2010  | Mt. Lemmon Survey    |
| 404519 - | 2013 HP96                | 2 aprile 2005     | Mt. Lemmon Survey    |
| 404520 - | 2013 HD97                | 24 settembre 2005 | Spacewatch           |
| 404521 - | 2013 HR98                | 10 novembre 2010  | Mt. Lemmon Survey    |
| 404522 - | 2013 HF102               | 15 dicembre 2004  | Spacewatch           |
| 404523 - | 2013 HA111               | 10 settembre 2007 | Mt. Lemmon Survey    |
| 404524 - | 2013 HH111               | 15 gennaio 2005   | Spacewatch           |
| 404525 - | 2013 HN116               | 7 ottobre 2004    | Spacewatch           |
| 404526 - | 2013 HK119               | 25 novembre 2005  | Spacewatch           |
| 404527 - | 2013 HP121               | 3 febbraio 2008   | Spacewatch           |
| 404528 - | 2013 HX123               | 4 novembre 2010   | Mt. Lemmon Survey    |
| 404529 - | 2013 HK127               | 4 settembre 2010  | Spacewatch           |
| 404530 - | 2013 HM128               | 28 gennaio 2003   | Spacewatch           |
| 404531 - | 2013 HX131               | 28 settembre 2001 | NEAT                 |
| 404532 - | 2013 HN135               | 14 gennaio 2008   | Spacewatch           |
| 404533 - | 2013 HB138               | 14 ottobre 2007   | Mt. Lemmon Survey    |
| 404534 - | 2013 HA142               | 7 aprile 2008     | Mt. Lemmon Survey    |
| 404535 - | 2013 HY142               | 16 febbraio 2001  | Spacewatch           |
| 404536 - | 2013 JS1                 | 6 dicembre 2007   | Spacewatch           |
| 404537 - | 2013 JH7                 | 19 ottobre 2010   | Mt. Lemmon Survey    |
| 404538 - | 2013 JE13                | 16 ottobre 2009   | CSS                  |
| 404539 - | 2013 JP18                | 7 ottobre 2004    | Spacewatch           |
| 404540 - | 2013 JM19                | 21 agosto 2004    | Siding Spring Survey |
| 404541 - | 2013 JL21                | 27 dicembre 2005  | Spacewatch           |
| 404542 - | 2013 JY22                | 12 ottobre 2010   | Mt. Lemmon Survey    |
| 404543 - | 2013 JM24                | 12 marzo 2002     | Spacewatch           |
| 404544 - | 2013 JG25                | 28 maggio 2009    | Mt. Lemmon Survey    |
| 404545 - | 2013 JC26                | 10 gennaio 2006   | Mt. Lemmon Survey    |
| 404546 - | 2013 JR26                | 27 settembre 2003 | Spacewatch           |
| 404547 - | 2013 JL30                | 8 novembre 1996   | Spacewatch           |
| 404548 - | 2013 JJ31                | 17 febbraio 2007  | Spacewatch           |
| 404549 - | 2013 JP31                | 8 febbraio 2007   | Spacewatch           |
| 404550 - | 2013 JY32                | 24 febbraio 2006  | Mt. Lemmon Survey    |
| 404551 - | 2013 JE35                | 27 novembre 2011  | Mt. Lemmon Survey    |
| 404552 - | 2013 JX38                | 21 novembre 2009  | CSS                  |
| 404553 - | 2013 JA40                | 8 gennaio 2006    | Mt. Lemmon Survey    |
| 404554 - | 2013 JR40                | 15 aprile 2007    | Mt. Lemmon Survey    |
| 404555 - | 2013 JY40                | 29 dicembre 2005  | Spacewatch           |
| 404556 - | 2013 JC41                | 4 aprile 2003     | Spacewatch           |
| 404557 - | 2013 JK42                | 4 gennaio 2012    | Spacewatch           |
| 404558 - | 2013 JT42                | 15 settembre 2009 | Spacewatch           |
| 404559 - | 2013 JW43                | 6 febbraio 2007   | Mt. Lemmon Survey    |
| 404560 - | 2013 JB45                | 17 novembre 2006  | Spacewatch           |
| 404561 - | 2013 JL46                | 7 ottobre 2004    | Spacewatch           |
| 404562 - | 2013 JM47                | 3 maggio 2008     | Spacewatch           |
| 404563 - | 2013 JO50                | 13 ottobre 2004   | Spacewatch           |
| 404564 - | 2013 JX50                | 11 maggio 1996    | Spacewatch           |
| 404565 - | 2013 JK52                | 28 agosto 2005    | Spacewatch           |
| 404566 - | 2013 JS53                | 25 dicembre 2005  | Spacewatch           |
| 404567 - | 2013 JB54                | 17 giugno 2010    | WISE                 |
| 404568 - | 2013 JD54                | 16 febbraio 2001  | Spacewatch           |
| 404569 - | 2013 JV57                | 22 gennaio 2006   | Mt. Lemmon Survey    |
| 404570 - | 2013 JL59                | 13 ottobre 2004   | Spacewatch           |
| 404571 - | 2013 JQ59                | 29 maggio 2008    | Mt. Lemmon Survey    |
| 404572 - | 2013 JX59                | 9 ottobre 2004    | Spacewatch           |
| 404573 - | 2013 JD60                | 1º novembre 2005  | Spacewatch           |
| 404574 - | 2013 JE62                | 3 marzo 2005      | CSS                  |
| 404575 - | 2013 JX62                | 10 gennaio 2007   | Mt. Lemmon Survey    |
| 404576 - | 2013 KH4                 | 23 febbraio 2007  | Spacewatch           |
| 404577 - | 2013 KU9                 | 10 novembre 2004  | Spacewatch           |
| 404578 - | 2013 KG10                | 25 febbraio 2007  | Mt. Lemmon Survey    |
| 404579 - | 2013 KR10                | 26 aprile 2007    | Spacewatch           |
| 404580 - | 2013 KU10                | 2 dicembre 2005   | Spacewatch           |
| 404581 - | 2013 KU11                | 31 gennaio 2006   | Spacewatch           |
| 404582 - | 2013 LW4                 | 8 dicembre 2005   | Spacewatch           |
| 404583 - | 2013 LH8                 | 13 agosto 2010    | Spacewatch           |
| 404584 - | 2013 LG11                | 21 gennaio 2012   | Pan-STARRS1          |
| 404585 - | 2013 LS18                | 16 settembre 2009 | CSS                  |
| 404586 - | 2013 LZ23                | 26 dicembre 2011  | Mt. Lemmon Survey    |
| 404587 - | 2013 LP31                | 14 marzo 2007     | Mt. Lemmon Survey    |
| 404588 - | 2013 LE35                | 26 febbraio 2010  | WISE                 |
| 404589 - | 2013 MJ                  | 1º febbraio 2000  | Spacewatch           |
| 404590 - | 2013 ML1                 | 15 aprile 2007    | Mt. Lemmon Survey    |
| 404591 - | 2013 MM1                 | 27 dicembre 2005  | Spacewatch           |
| 404592 - | 2013 MT2                 | 26 febbraio 2007  | Mt. Lemmon Survey    |
| 404593 - | 2013 MU9                 | 19 aprile 2007    | Spacewatch           |
| 404594 - | 2013 NT20                | 14 dicembre 1993  | Spacewatch           |
| 404595 - | 2013 PT45                | 3 novembre 2000   | Spacewatch           |
| 404596 - | 2013 QK26                | 15 novembre 1998  | Spacewatch           |
| 404597 - | 2013 SW27                | 29 gennaio 2000   | Spacewatch           |
| 404598 - | 2013 VF10                | 1º aprile 2008    | Spacewatch           |
| 404599 - | 2013 WN7                 | 2 novembre 2000   | Spacewatch           |
| 404600 - | 2013 WD27                | 12 ottobre 1998   | Spacewatch           |

## 404601-404700
| Nome     | Designazione provvisoria | Data di scoperta  | Scopritore           |
| -------- | ------------------------ | ----------------- | -------------------- |
| 404601 - | 2013 WT108               | 16 novembre 2006  | Mt. Lemmon Survey    |
| 404602 - | 2013 YD35                | 12 dicembre 1999  | LINEAR               |
| 404603 - | 2014 BM2                 | 26 giugno 2011    | Mt. Lemmon Survey    |
| 404604 - | 2014 CK23                | 23 ottobre 2003   | LONEOS               |
| 404605 - | 2014 DR71                | 4 aprile 2003     | Spacewatch           |
| 404606 - | 2014 DE120               | 11 aprile 2005    | Mt. Lemmon Survey    |
| 404607 - | 2014 EK40                | 6 novembre 1996   | Spacewatch           |
| 404608 - | 2014 FO34                | 25 ottobre 2005   | CSS                  |
| 404609 - | 2014 FC48                | 21 ottobre 2003   | Spacewatch           |
| 404610 - | 2014 GQ3                 | 22 febbraio 2003  | Spacewatch           |
| 404611 - | 2014 GL5                 | 23 marzo 2006     | Mt. Lemmon Survey    |
| 404612 - | 2014 GB8                 | 7 aprile 1997     | Spacewatch           |
| 404613 - | 2014 GD8                 | 13 marzo 2005     | Mt. Lemmon Survey    |
| 404614 - | 2014 GH16                | 11 aprile 2003    | Spacewatch           |
| 404615 - | 2014 GJ19                | 3 novembre 1999   | Spacewatch           |
| 404616 - | 2014 GY19                | 9 ottobre 2005    | Spacewatch           |
| 404617 - | 2014 GP33                | 7 settembre 2004  | Spacewatch           |
| 404618 - | 2014 GP36                | 10 febbraio 2008  | CSS                  |
| 404619 - | 2014 GY39                | 30 aprile 2003    | Spacewatch           |
| 404620 - | 2014 GE40                | 3 dicembre 2007   | Spacewatch           |
| 404621 - | 2014 GS41                | 11 maggio 2010    | Spacewatch           |
| 404622 - | 2014 GR42                | 12 ottobre 2005   | Spacewatch           |
| 404623 - | 2014 GP47                | 10 ottobre 2012   | Spacewatch           |
| 404624 - | 2014 GQ48                | 16 gennaio 2013   | Mt. Lemmon Survey    |
| 404625 - | 2014 GD49                | 24 febbraio 2006  | Mt. Lemmon Survey    |
| 404626 - | 2014 HU                  | 19 novembre 2007  | Mt. Lemmon Survey    |
| 404627 - | 2014 HW1                 | 15 luglio 2007    | Siding Spring Survey |
| 404628 - | 2014 HL6                 | 11 maggio 2010    | Spacewatch           |
| 404629 - | 2014 HC7                 | 10 febbraio 2002  | LINEAR               |
| 404630 - | 2014 HE9                 | 10 maggio 2003    | Spacewatch           |
| 404631 - | 2014 HT9                 | 16 novembre 2001  | Spacewatch           |
| 404632 - | 2014 HB11                | 10 febbraio 2002  | LINEAR               |
| 404633 - | 2014 HP12                | 14 novembre 2006  | Spacewatch           |
| 404634 - | 2014 HD13                | 20 novembre 2006  | Spacewatch           |
| 404635 - | 2014 HL13                | 23 marzo 2006     | Spacewatch           |
| 404636 - | 2014 HQ13                | 25 maggio 2007    | Mt. Lemmon Survey    |
| 404637 - | 2014 HY15                | 11 maggio 2005    | Mt. Lemmon Survey    |
| 404638 - | 2014 HT16                | 24 settembre 2000 | LINEAR               |
| 404639 - | 2014 HQ17                | 1º febbraio 2003  | Spacewatch           |
| 404640 - | 2014 HL19                | 11 marzo 1996     | Spacewatch           |
| 404641 - | 2014 HR20                | 3 marzo 1997      | Spacewatch           |
| 404642 - | 2014 HN25                | 9 marzo 2005      | CSS                  |
| 404643 - | 2014 HX27                | 28 ottobre 2005   | Mt. Lemmon Survey    |
| 404644 - | 2014 HE29                | 25 ottobre 2005   | Mt. Lemmon Survey    |
| 404645 - | 2014 HT30                | 26 novembre 1994  | Spacewatch           |
| 404646 - | 2014 HV32                | 8 novembre 2007   | Spacewatch           |
| 404647 - | 2014 HA34                | 2 maggio 2009     | Mt. Lemmon Survey    |
| 404648 - | 2014 HB35                | 3 giugno 2009     | Mt. Lemmon Survey    |
| 404649 - | 2014 HR37                | 28 agosto 2005    | Spacewatch           |
| 404650 - | 2014 HX38                | 3 febbraio 2009   | Spacewatch           |
| 404651 - | 2014 HL40                | 3 aprile 2000     | LONEOS               |
| 404652 - | 2014 HQ42                | 19 aprile 2004    | Spacewatch           |
| 404653 - | 2014 HT42                | 3 maggio 2006     | Mt. Lemmon Survey    |
| 404654 - | 2014 HG43                | 10 marzo 2003     | CINEOS               |
| 404655 - | 2014 HN44                | 26 settembre 2006 | Spacewatch           |
| 404656 - | 2014 HZ65                | 20 settembre 2007 | Spacewatch           |
| 404657 - | 2014 HX66                | 18 novembre 2006  | Mt. Lemmon Survey    |
| 404658 - | 2014 HA86                | 14 novembre 1999  | Spacewatch           |
| 404659 - | 2014 HJ94                | 18 novembre 2003  | Spacewatch           |
| 404660 - | 2014 HC122               | 1º ottobre 2008   | Mt. Lemmon Survey    |
| 404661 - | 2014 HZ122               | 30 ottobre 2011   | Mt. Lemmon Survey    |
| 404662 - | 2014 HQ123               | 4 giugno 2006     | Mt. Lemmon Survey    |
| 404663 - | 2014 HW124               | 3 marzo 2005      | CSS                  |
| 404664 - | 2014 HT125               | 18 settembre 2006 | Spacewatch           |
| 404665 - | 2014 HT126               | 17 marzo 2009     | Spacewatch           |
| 404666 - | 2014 HE129               | 21 febbraio 2006  | LONEOS               |
| 404667 - | 2014 HO137               | 15 gennaio 2010   | Spacewatch           |
| 404668 - | 2014 HH147               | 23 giugno 2007    | Spacewatch           |
| 404669 - | 2014 HK149               | 24 ottobre 2005   | Spacewatch           |
| 404670 - | 2014 HD151               | 31 agosto 2005    | Spacewatch           |
| 404671 - | 2014 HV152               | 9 ottobre 2005    | Spacewatch           |
| 404672 - | 2014 HC155               | 30 ottobre 2005   | Spacewatch           |
| 404673 - | 2014 HP157               | 28 gennaio 2004   | Spacewatch           |
| 404674 - | 2014 HK161               | 21 dicembre 2006  | Spacewatch           |
| 404675 - | 2014 HM161               | 26 dicembre 2005  | Mt. Lemmon Survey    |
| 404676 - | 2014 HC163               | 17 dicembre 2000  | Spacewatch           |
| 404677 - | 2014 HU164               | 9 marzo 2005      | LONEOS               |
| 404678 - | 2014 HW164               | 6 marzo 1999      | Spacewatch           |
| 404679 - | 2014 HP168               | 30 aprile 2006    | Spacewatch           |
| 404680 - | 2014 HQ168               | 1º febbraio 2006  | Mt. Lemmon Survey    |
| 404681 - | 2014 HT168               | 28 febbraio 2008  | Spacewatch           |
| 404682 - | 2014 HX168               | 9 aprile 2005     | Spacewatch           |
| 404683 - | 2014 HJ170               | 5 gennaio 2000    | Spacewatch           |
| 404684 - | 2014 HK171               | 26 dicembre 2005  | Spacewatch           |
| 404685 - | 2014 HR171               | 11 maggio 2003    | Spacewatch           |
| 404686 - | 2014 HA179               | 27 ottobre 2005   | LONEOS               |
| 404687 - | 2014 HL179               | 24 marzo 2001     | LONEOS               |
| 404688 - | 2014 HW179               | 20 febbraio 2010  | Spacewatch           |
| 404689 - | 2014 HL180               | 30 aprile 2000    | LINEAR               |
| 404690 - | 2014 HR181               | 14 aprile 2004    | Spacewatch           |
| 404691 - | 2014 HW182               | 14 giugno 2009    | Spacewatch           |
| 404692 - | 2014 HC184               | 15 aprile 2008    | Mt. Lemmon Survey    |
| 404693 - | 2014 HW184               | 13 ottobre 1999   | LINEAR               |
| 404694 - | 2014 HJ185               | 19 dicembre 2004  | Mt. Lemmon Survey    |
| 404695 - | 2014 HP186               | 29 luglio 2004    | Siding Spring Survey |
| 404696 - | 2014 HS186               | 9 aprile 2005     | Spacewatch           |
| 404697 - | 2014 HF187               | 31 gennaio 2006   | Spacewatch           |
| 404698 - | 2014 HD188               | 15 maggio 2007    | Mt. Lemmon Survey    |
| 404699 - | 2014 HH190               | 14 dicembre 2001  | LINEAR               |
| 404700 - | 2014 JQ                  | 30 aprile 1997    | Spacewatch           |

## 404701-404800
| Nome     | Designazione provvisoria | Data di scoperta  | Scopritore        |
| -------- | ------------------------ | ----------------- | ----------------- |
| 404701 - | 2014 JF2                 | 15 gennaio 2005   | Spacewatch        |
| 404702 - | 2014 JM2                 | 26 aprile 2006    | CSS               |
| 404703 - | 2014 JL3                 | 30 gennaio 2006   | Spacewatch        |
| 404704 - | 2014 JN3                 | 19 dicembre 2009  | Mt. Lemmon Survey |
| 404705 - | 2014 JQ3                 | 10 gennaio 2007   | Spacewatch        |
| 404706 - | 2014 JV3                 | 8 novembre 2007   | Mt. Lemmon Survey |
| 404707 - | 2014 JM5                 | 19 maggio 2010    | Mt. Lemmon Survey |
| 404708 - | 2014 JT5                 | 18 maggio 2001    | LINEAR            |
| 404709 - | 2014 JN6                 | 27 febbraio 2006  | Spacewatch        |
| 404710 - | 2014 JO6                 | 25 gennaio 2009   | Spacewatch        |
| 404711 - | 2014 JQ6                 | 8 maggio 2005     | Mt. Lemmon Survey |
| 404712 - | 2014 JH7                 | 12 luglio 2010    | WISE              |
| 404713 - | 2014 JX7                 | 1º ottobre 2005   | Spacewatch        |
| 404714 - | 2014 JB8                 | 15 febbraio 2010  | CSS               |
| 404715 - | 2014 JM8                 | 22 dicembre 2008  | Spacewatch        |
| 404716 - | 2014 JK10                | 29 ottobre 2005   | Mt. Lemmon Survey |
| 404717 - | 2014 JZ10                | 21 aprile 2006    | Spacewatch        |
| 404718 - | 2014 JO13                | 17 marzo 2004     | Spacewatch        |
| 404719 - | 2014 JW13                | 10 dicembre 2004  | Spacewatch        |
| 404720 - | 2014 JA14                | 19 novembre 2008  | Mt. Lemmon Survey |
| 404721 - | 2014 JJ14                | 2 ottobre 2008    | Spacewatch        |
| 404722 - | 2014 JT14                | 7 ottobre 2004    | LINEAR            |
| 404723 - | 2014 JG17                | 26 ottobre 2005   | Spacewatch        |
| 404724 - | 2014 JU18                | 19 febbraio 2002  | Spacewatch        |
| 404725 - | 2014 JJ19                | 18 dicembre 2001  | LINEAR            |
| 404726 - | 2014 JR19                | 28 febbraio 2008  | Spacewatch        |
| 404727 - | 2014 JZ20                | 24 agosto 2007    | Spacewatch        |
| 404728 - | 2014 JB21                | 13 aprile 2004    | Spacewatch        |
| 404729 - | 2014 JM21                | 7 ottobre 2005    | LONEOS            |
| 404730 - | 2014 JN21                | 23 settembre 2006 | Spacewatch        |
| 404731 - | 2014 JJ22                | 10 marzo 2007     | Spacewatch        |
| 404732 - | 2014 JX22                | 12 settembre 2007 | Mt. Lemmon Survey |
| 404733 - | 2014 JY22                | 12 gennaio 2002   | Spacewatch        |
| 404734 - | 2014 JE23                | 29 gennaio 2009   | CSS               |
| 404735 - | 2014 JJ23                | 28 novembre 1994  | Spacewatch        |
| 404736 - | 2014 JK23                | 16 dicembre 2004  | Spacewatch        |
| 404737 - | 2014 JV25                | 31 dicembre 2007  | Mt. Lemmon Survey |
| 404738 - | 2014 JD26                | 17 novembre 2006  | Mt. Lemmon Survey |
| 404739 - | 2014 JG26                | 20 dicembre 2004  | Mt. Lemmon Survey |
| 404740 - | 2014 JL26                | 21 dicembre 2008  | CSS               |
| 404741 - | 2014 JA27                | 4 dicembre 2005   | Spacewatch        |
| 404742 - | 2014 JN28                | 21 giugno 2009    | Mt. Lemmon Survey |
| 404743 - | 2014 JN29                | 2 maggio 2006     | Spacewatch        |
| 404744 - | 2014 JD31                | 4 maggio 2006     | CSS               |
| 404745 - | 2014 JF31                | 27 ottobre 2005   | LONEOS            |
| 404746 - | 2014 JG31                | 26 ottobre 2005   | Spacewatch        |
| 404747 - | 2014 JO32                | 28 febbraio 2009  | Spacewatch        |
| 404748 - | 2014 JQ32                | 11 marzo 2005     | Mt. Lemmon Survey |
| 404749 - | 2014 JW32                | 14 aprile 2007    | Mt. Lemmon Survey |
| 404750 - | 2014 JV33                | 4 ottobre 2004    | Spacewatch        |
| 404751 - | 2014 JJ34                | 28 dicembre 2005  | Spacewatch        |
| 404752 - | 2014 JN34                | 8 novembre 2007   | Mt. Lemmon Survey |
| 404753 - | 2014 JF35                | 31 marzo 2008     | Mt. Lemmon Survey |
| 404754 - | 2014 JQ35                | 25 novembre 2005  | Mt. Lemmon Survey |
| 404755 - | 2014 JD37                | 10 ottobre 2007   | Spacewatch        |
| 404756 - | 2014 JH37                | 27 settembre 2006 | Spacewatch        |
| 404757 - | 2014 JX37                | 18 giugno 2010    | Mt. Lemmon Survey |
| 404758 - | 2014 JG38                | 15 ottobre 2007   | Mt. Lemmon Survey |
| 404759 - | 2014 JL38                | 13 dicembre 2006  | Spacewatch        |
| 404760 - | 2014 JG39                | 11 aprile 1996    | Spacewatch        |
| 404761 - | 2014 JQ39                | 20 novembre 2008  | Spacewatch        |
| 404762 - | 2014 JL40                | 13 giugno 2007    | Spacewatch        |
| 404763 - | 2014 JC41                | 20 novembre 2007  | Spacewatch        |
| 404764 - | 2014 JV41                | 15 settembre 2006 | Spacewatch        |
| 404765 - | 2014 JM42                | 9 gennaio 2007    | Spacewatch        |
| 404766 - | 2014 JN42                | 8 maggio 2010     | WISE              |
| 404767 - | 2014 JW42                | 17 novembre 2006  | Mt. Lemmon Survey |
| 404768 - | 2014 JA43                | 17 febbraio 2010  | Spacewatch        |
| 404769 - | 2014 JG43                | 13 gennaio 1996   | Spacewatch        |
| 404770 - | 2014 JL43                | 13 dicembre 2004  | Spacewatch        |
| 404771 - | 2014 JO43                | 26 maggio 2000    | LONEOS            |
| 404772 - | 2014 JP43                | 7 dicembre 2005   | Spacewatch        |
| 404773 - | 2014 JW44                | 7 marzo 2008      | CSS               |
| 404774 - | 2014 JF46                | 26 aprile 2006    | Spacewatch        |
| 404775 - | 2014 JH46                | 26 ottobre 2005   | Spacewatch        |
| 404776 - | 2014 JO46                | 27 settembre 2008 | Mt. Lemmon Survey |
| 404777 - | 2014 JP46                | 16 novembre 1995  | Spacewatch        |
| 404778 - | 2014 JP47                | 30 novembre 2011  | CSS               |
| 404779 - | 2014 JU49                | 9 maggio 2005     | Spacewatch        |
| 404780 - | 2014 JW49                | 28 marzo 2009     | CSS               |
| 404781 - | 2014 JE50                | 21 dicembre 2008  | CSS               |
| 404782 - | 2014 JJ50                | 27 gennaio 2007   | Mt. Lemmon Survey |
| 404783 - | 2014 JN50                | 29 maggio 2006    | Spacewatch        |
| 404784 - | 2014 JJ51                | 4 agosto 2003     | Spacewatch        |
| 404785 - | 2014 JW51                | 4 novembre 2005   | Mt. Lemmon Survey |
| 404786 - | 2014 JB52                | 5 maggio 1997     | LINEAR            |
| 404787 - | 2014 JC52                | 13 settembre 2004 | Spacewatch        |
| 404788 - | 2014 JT52                | 29 febbraio 2008  | Mt. Lemmon Survey |
| 404789 - | 2014 JR53                | 25 aprile 1998    | Spacewatch        |
| 404790 - | 2014 JB54                | 11 marzo 2008     | Mt. Lemmon Survey |
| 404791 - | 2014 JO54                | 7 novembre 2007   | Mt. Lemmon Survey |
| 404792 - | 2014 JS59                | 28 maggio 2009    | Mt. Lemmon Survey |
| 404793 - | 2014 JT59                | 8 ottobre 2008    | CSS               |
| 404794 - | 2014 JU59                | 20 ottobre 1995   | Spacewatch        |
| 404795 - | 2014 JX59                | 28 aprile 2009    | Spacewatch        |
| 404796 - | 2014 JG60                | 30 marzo 2008     | CSS               |
| 404797 - | 2014 JH60                | 12 maggio 2010    | Mt. Lemmon Survey |
| 404798 - | 2014 JQ60                | 6 giugno 2005     | Spacewatch        |
| 404799 - | 2014 JV60                | 12 ottobre 2007   | Mt. Lemmon Survey |
| 404800 - | 2014 JW60                | 28 novembre 2011  | Spacewatch        |

## 404801-404900
| Nome     | Designazione provvisoria | Data di scoperta  | Scopritore             |
| -------- | ------------------------ | ----------------- | ---------------------- |
| 404801 - | 2014 JC61                | 30 marzo 2008     | CSS                    |
| 404802 - | 2014 JO61                | 26 settembre 1995 | Spacewatch             |
| 404803 - | 2014 JQ61                | 7 ottobre 2010    | CSS                    |
| 404804 - | 2014 JR62                | 10 settembre 2004 | LINEAR                 |
| 404805 - | 2014 JS62                | 27 settembre 2006 | Spacewatch             |
| 404806 - | 2014 JJ63                | 14 giugno 2010    | WISE                   |
| 404807 - | 2014 JS63                | 24 marzo 2003     | Spacewatch             |
| 404808 - | 2014 JU64                | 13 marzo 2010     | Spacewatch             |
| 404809 - | 2014 JY64                | 10 dicembre 2004  | Spacewatch             |
| 404810 - | 2014 JX65                | 2 novembre 2007   | Mt. Lemmon Survey      |
| 404811 - | 2014 JZ65                | 2 gennaio 2000    | Spacewatch             |
| 404812 - | 2014 JB67                | 22 novembre 2006  | Mt. Lemmon Survey      |
| 404813 - | 2014 JM67                | 11 settembre 2007 | Mt. Lemmon Survey      |
| 404814 - | 2014 JT67                | 23 marzo 2003     | Spacewatch             |
| 404815 - | 2014 JD68                | 21 febbraio 2004  | Spacewatch             |
| 404816 - | 2014 JM68                | 22 maggio 2001    | Spacewatch             |
| 404817 - | 2014 JE70                | 13 febbraio 2010  | Mt. Lemmon Survey      |
| 404818 - | 2014 JW70                | 17 ottobre 2006   | Mt. Lemmon Survey      |
| 404819 - | 2014 JZ70                | 30 ottobre 2005   | Spacewatch             |
| 404820 - | 2014 JL72                | 19 novembre 2008  | Mt. Lemmon Survey      |
| 404821 - | 2014 JM72                | 25 settembre 2006 | Spacewatch             |
| 404822 - | 2014 JN72                | 16 novembre 2003  | Spacewatch             |
| 404823 - | 2014 JE73                | 28 maggio 2000    | LINEAR                 |
| 404824 - | 2014 JQ73                | 7 settembre 2011  | Spacewatch             |
| 404825 - | 2014 JC74                | 12 settembre 2004 | Spacewatch             |
| 404826 - | 2014 JE74                | 5 aprile 2003     | Spacewatch             |
| 404827 - | 2014 JP74                | 17 ottobre 2010   | Mt. Lemmon Survey      |
| 404828 - | 2014 JO75                | 11 giugno 2007    | Siding Spring Survey   |
| 404829 - | 2014 JB76                | 3 novembre 2007   | Spacewatch             |
| 404830 - | 2014 JH76                | 13 marzo 2010     | Spacewatch             |
| 404831 - | 2014 JK76                | 30 gennaio 2006   | Spacewatch             |
| 404832 - | 2014 JL76                | 10 maggio 2003    | Spacewatch             |
| 404833 - | 2014 JM76                | 17 febbraio 2010  | Spacewatch             |
| 404834 - | 2014 JK77                | 28 ottobre 2008   | Spacewatch             |
| 404835 - | 2014 JN77                | 28 ottobre 2005   | Spacewatch             |
| 404836 - | 2014 JR77                | 16 novembre 2006  | Mt. Lemmon Survey      |
| 404837 - | 2014 JW77                | 11 marzo 2008     | CSS                    |
| 404838 - | 2014 JB78                | 7 agosto 2010     | PMO NEO Survey Program |
| 404839 - | 2014 JC78                | 13 giugno 2010    | WISE                   |
| 404840 - | 2014 KQ1                 | 13 marzo 2007     | Spacewatch             |
| 404841 - | 2014 KW2                 | 23 maggio 1998    | Spacewatch             |
| 404842 - | 2014 KO3                 | 15 giugno 2005    | Spacewatch             |
| 404843 - | 2014 KZ4                 | 28 aprile 2003    | Spacewatch             |
| 404844 - | 2014 KG5                 | 18 novembre 2003  | Spacewatch             |
| 404845 - | 2014 KD12                | 8 aprile 2003     | Spacewatch             |
| 404846 - | 2014 KL12                | 26 marzo 2003     | Spacewatch             |
| 404847 - | 2014 KA13                | 29 marzo 2008     | Spacewatch             |
| 404848 - | 2014 KM15                | 28 febbraio 2009  | Spacewatch             |
| 404849 - | 2014 KQ15                | 8 febbraio 2008   | Siding Spring Survey   |
| 404850 - | 2014 KS15                | 30 agosto 2005    | Spacewatch             |
| 404851 - | 2014 KT15                | 22 ottobre 2005   | Spacewatch             |
| 404852 - | 2014 KK16                | 29 marzo 2007     | Spacewatch             |
| 404853 - | 2014 KL16                | 12 settembre 2010 | Mt. Lemmon Survey      |
| 404854 - | 2014 KM16                | 29 agosto 2006    | CSS                    |
| 404855 - | 2014 KT16                | 30 aprile 1997    | LINEAR                 |
| 404856 - | 2014 KB17                | 29 ottobre 2005   | Spacewatch             |
| 404857 - | 2014 KF17                | 26 marzo 2009     | Mt. Lemmon Survey      |
| 404858 - | 2014 KC18                | 26 maggio 2003    | Spacewatch             |
| 404859 - | 2014 KF20                | 1º dicembre 2006  | Mt. Lemmon Survey      |
| 404860 - | 2014 KO20                | 30 luglio 2010    | WISE                   |
| 404861 - | 2014 KX20                | 4 febbraio 2009   | Mt. Lemmon Survey      |
| 404862 - | 2014 KF25                | 25 febbraio 2006  | Spacewatch             |
| 404863 - | 2014 KV25                | 7 giugno 2000     | Spacewatch             |
| 404864 - | 2014 KE27                | 27 gennaio 2007   | Spacewatch             |
| 404865 - | 2014 KW28                | 31 dicembre 2008  | CSS                    |
| 404866 - | 2014 KJ30                | 26 maggio 2003    | Spacewatch             |
| 404867 - | 2014 KR31                | 19 aprile 2007    | Mt. Lemmon Survey      |
| 404868 - | 2014 KV32                | 11 ottobre 2004   | Spacewatch             |
| 404869 - | 2014 KV42                | 1º luglio 2009    | Siding Spring Survey   |
| 404870 - | 2014 KW42                | 15 giugno 2009    | Mt. Lemmon Survey      |
| 404871 - | 2014 KU43                | 24 ottobre 2008   | Mt. Lemmon Survey      |
| 404872 - | 2014 KC44                | 5 marzo 2008      | Mt. Lemmon Survey      |
| 404873 - | 2014 KF51                | 21 marzo 2009     | Mt. Lemmon Survey      |
| 404874 - | 2014 KW52                | 26 novembre 2003  | Spacewatch             |
| 404875 - | 2014 KX53                | 25 luglio 2010    | WISE                   |
| 404876 - | 2014 KZ53                | 24 giugno 2000    | Spacewatch             |
| 404877 - | 2014 KB54                | 7 febbraio 2002   | LINEAR                 |
| 404878 - | 2014 KA56                | 26 settembre 2000 | LINEAR                 |
| 404879 - | 2014 KD56                | 26 giugno 2010    | WISE                   |
| 404880 - | 2014 KR56                | 1º novembre 2005  | CSS                    |
| 404881 - | 2014 KW57                | 17 aprile 1996    | Spacewatch             |
| 404882 - | 2014 KV58                | 13 gennaio 2008   | Spacewatch             |
| 404883 - | 2014 KD62                | 28 agosto 2009    | CSS                    |
| 404884 - | 2014 KH65                | 17 dicembre 2003  | Spacewatch             |
| 404885 - | 2014 KC68                | 2 ottobre 2008    | Spacewatch             |
| 404886 - | 2014 KJ72                | 19 gennaio 2002   | Spacewatch             |
| 404887 - | 2014 KB73                | 17 settembre 2006 | Spacewatch             |
| 404888 - | 2014 KU73                | 11 marzo 2008     | Spacewatch             |
| 404889 - | 2014 KS74                | 27 settembre 2006 | CSS                    |
| 404890 - | 2014 KU74                | 19 novembre 2008  | Spacewatch             |
| 404891 - | 2014 KE75                | 10 aprile 2005    | Spacewatch             |
| 404892 - | 2014 KJ77                | 9 febbraio 2007   | Mt. Lemmon Survey      |
| 404893 - | 2014 KL77                | 17 gennaio 2007   | Spacewatch             |
| 404894 - | 2014 KZ77                | 2 aprile 2005     | CSS                    |
| 404895 - | 2014 KA78                | 19 gennaio 2002   | Spacewatch             |
| 404896 - | 2014 KZ78                | 19 novembre 2003  | Spacewatch             |
| 404897 - | 2014 KF81                | 22 ottobre 2006   | Spacewatch             |
| 404898 - | 2014 KN81                | 27 ottobre 2005   | Mt. Lemmon Survey      |
| 404899 - | 2014 KD83                | 28 maggio 2000    | LINEAR                 |
| 404900 - | 2014 KT83                | 8 ottobre 2007    | CSS                    |

## 404901-405000
| Nome     | Designazione provvisoria | Data di scoperta  | Scopritore                                                |
| -------- | ------------------------ | ----------------- | --------------------------------------------------------- |
| 404901 - | 2014 KT85                | 18 novembre 2003  | Spacewatch                                                |
| 404902 - | 2014 KA86                | 28 aprile 2010    | WISE                                                      |
| 404903 - | 2014 KD87                | 22 ottobre 2006   | Mt. Lemmon Survey                                         |
| 404904 - | 2014 KJ89                | 22 aprile 2007    | CSS                                                       |
| 404905 - | 2014 KM89                | 25 febbraio 2006  | Spacewatch                                                |
| 404906 - | 2014 KP91                | 14 febbraio 2002  | Spacewatch                                                |
| 404907 - | 2014 KB92                | 1º febbraio 2009  | Mt. Lemmon Survey                                         |
| 404908 - | 2014 KH92                | 22 novembre 2008  | Spacewatch                                                |
| 404909 - | 2014 KM92                | 4 aprile 2008     | Spacewatch                                                |
| 404910 - | 2014 KP95                | 15 marzo 2005     | Mt. Lemmon Survey                                         |
| 404911 - | 2014 KD96                | 4 novembre 2005   | Mt. Lemmon Survey                                         |
| 404912 - | 2014 KW96                | 25 febbraio 2007  | Mt. Lemmon Survey                                         |
| 404913 - | 2014 KL97                | 1º maggio 2003    | Spacewatch                                                |
| 404914 - | 2014 KB98                | 7 aprile 2008     | Mt. Lemmon Survey                                         |
| 404915 - | 2014 KH98                | 18 marzo 2010     | Mt. Lemmon Survey                                         |
| 404916 - | 2014 KU98                | 9 ottobre 2004    | Spacewatch                                                |
| 404917 - | 2014 KO100               | 1º novembre 2005  | Mt. Lemmon Survey                                         |
| 404918 - | 2014 LR                  | 27 dicembre 2005  | Spacewatch                                                |
| 404919 - | 2014 LF11                | 4 ottobre 2006    | Mt. Lemmon Survey                                         |
| 404920 - | 2014 LG11                | 20 novembre 2008  | Spacewatch                                                |
| 404921 - | 2014 LW12                | 1º marzo 2009     | Mt. Lemmon Survey                                         |
| 404922 - | 2014 LZ12                | 21 gennaio 2010   | WISE                                                      |
| 404923 - | 2014 LN13                | 16 giugno 2007    | Spacewatch                                                |
| 404924 - | 2014 LT13                | 1º gennaio 2009   | Spacewatch                                                |
| 404925 - | 2014 LA14                | 12 dicembre 2012  | Mt. Lemmon Survey                                         |
| 404926 - | 2014 LN15                | 22 dicembre 2003  | Spacewatch                                                |
| 404927 - | 2014 LU15                | 26 aprile 2009    | CSS                                                       |
| 404928 - | 2014 LL17                | 17 marzo 2010     | Mt. Lemmon Survey                                         |
| 404929 - | 2014 LG18                | 25 ottobre 2007   | Mt. Lemmon Survey                                         |
| 404930 - | 2014 LF20                | 23 marzo 2003     | Spacewatch                                                |
| 404931 - | 2014 LG20                | 15 febbraio 2010  | Spacewatch                                                |
| 404932 - | 2014 LG22                | 17 gennaio 2009   | Spacewatch                                                |
| 404933 - | 2014 LR23                | 17 gennaio 2007   | Spacewatch                                                |
| 404934 - | 2014 MF4                 | 22 dicembre 2008  | Spacewatch                                                |
| 404935 - | 2014 ML7                 | 20 giugno 2010    | Mt. Lemmon Survey                                         |
| 404936 - | 2014 MN7                 | 5 ottobre 2007    | Siding Spring Survey                                      |
| 404937 - | 2014 MP7                 | 1º novembre 2010  | Mt. Lemmon Survey                                         |
| 404938 - | 2014 MT7                 | 15 dicembre 2006  | Mt. Lemmon Survey                                         |
| 404939 - | 2014 MR9                 | 16 aprile 2007    | CSS                                                       |
| 404940 - | 2014 MG11                | 23 febbraio 2007  | Mt. Lemmon Survey                                         |
| 404941 - | 2014 MW14                | 22 settembre 2009 | CSS                                                       |
| 404942 - | 2014 MJ20                | 16 marzo 2004     | Siding Spring Survey                                      |
| 404943 - | 6824 P-L                 | 24 settembre 1960 | van Houten, C. J., van Houten-Groeneveld, I., Gehrels, T. |
| 404944 - | 3493 T-3                 | 16 ottobre 1977   | van Houten, C. J., van Houten-Groeneveld, I., Gehrels, T. |
| 404945 - | 1981 EM32                | 7 marzo 1981      | Bus, S. J.                                                |
| 404946 - | 1993 TO26                | 9 ottobre 1993    | Elst, E. W.                                               |
| 404947 - | 1995 SR15                | 18 settembre 1995 | Spacewatch                                                |
| 404948 - | 1995 YL9                 | 18 dicembre 1995  | Spacewatch                                                |
| 404949 - | 1996 GA4                 | 9 aprile 1996     | Spacewatch                                                |
| 404950 - | 1996 TG4                 | 8 ottobre 1996    | NEAT                                                      |
| 404951 - | 1996 TV18                | 4 ottobre 1996    | Spacewatch                                                |
| 404952 - | 1996 TQ28                | 7 ottobre 1996    | Spacewatch                                                |
| 404953 - | 1996 VA25                | 10 novembre 1996  | Spacewatch                                                |
| 404954 - | 1996 XX17                | 7 dicembre 1996   | Spacewatch                                                |
| 404955 - | 1997 SK11                | 23 settembre 1997 | Spacewatch                                                |
| 404956 - | 1998 BN9                 | 18 gennaio 1998   | Spacewatch                                                |
| 404957 - | 1998 BU38                | 29 gennaio 1998   | Spacewatch                                                |
| 404958 - | 1998 DF11                | 25 febbraio 1998  | NEAT                                                      |
| 404959 - | 1998 RS13                | 13 settembre 1998 | Spacewatch                                                |
| 404960 - | 1998 RM56                | 14 settembre 1998 | LINEAR                                                    |
| 404961 - | 1998 SW8                 | 20 settembre 1998 | Spacewatch                                                |
| 404962 - | 1998 SL40                | 24 settembre 1998 | Spacewatch                                                |
| 404963 - | 1998 SD52                | 28 settembre 1998 | Spacewatch                                                |
| 404964 - | 1998 SL97                | 26 settembre 1998 | LINEAR                                                    |
| 404965 - | 1998 TP8                 | 12 ottobre 1998   | Spacewatch                                                |
| 404966 - | 1998 TQ22                | 13 ottobre 1998   | Spacewatch                                                |
| 404967 - | 1999 BV28                | 13 gennaio 1999   | Spacewatch                                                |
| 404968 - | 1999 TE43                | 3 ottobre 1999    | Spacewatch                                                |
| 404969 - | 1999 TL58                | 6 ottobre 1999    | Spacewatch                                                |
| 404970 - | 1999 TR207               | 14 ottobre 1999   | LINEAR                                                    |
| 404971 - | 1999 TY214               | 15 ottobre 1999   | LINEAR                                                    |
| 404972 - | 1999 TJ264               | 15 ottobre 1999   | Spacewatch                                                |
| 404973 - | 1999 UF57                | 29 ottobre 1999   | Spacewatch                                                |
| 404974 - | 1999 VF75                | 5 novembre 1999   | Spacewatch                                                |
| 404975 - | 1999 VM80                | 4 novembre 1999   | LINEAR                                                    |
| 404976 - | 1999 VT107               | 9 novembre 1999   | LINEAR                                                    |
| 404977 - | 1999 VA113               | 9 novembre 1999   | LINEAR                                                    |
| 404978 - | 1999 WC19                | 30 novembre 1999  | Spacewatch                                                |
| 404979 - | 1999 XQ139               | 2 dicembre 1999   | Spacewatch                                                |
| 404980 - | 1999 XH145               | 15 novembre 1999  | Spacewatch                                                |
| 404981 - | 1999 XR251               | 9 dicembre 1999   | Spacewatch                                                |
| 404982 - | 1999 XG255               | 4 dicembre 1999   | Spacewatch                                                |
| 404983 - | 1999 XO260               | 7 dicembre 1999   | LINEAR                                                    |
| 404984 - | 1999 YE8                 | 16 dicembre 1999  | Spacewatch                                                |
| 404985 - | 2000 AJ220               | 8 gennaio 2000    | Spacewatch                                                |
| 404986 - | 2000 BL39                | 27 gennaio 2000   | Spacewatch                                                |
| 404987 - | 2000 CA3                 | 2 febbraio 2000   | LINEAR                                                    |
| 404988 - | 2000 CL73                | 7 febbraio 2000   | Spacewatch                                                |
| 404989 - | 2000 DJ89                | 26 febbraio 2000  | Spacewatch                                                |
| 404990 - | 2000 DB111               | 29 febbraio 2000  | LINEAR                                                    |
| 404991 - | 2000 EU4                 | 2 marzo 2000      | Spacewatch                                                |
| 404992 - | 2000 GB3                 | 5 aprile 2000     | LINEAR                                                    |
| 404993 - | 2000 GR132               | 12 aprile 2000    | NEAT                                                      |
| 404994 - | 2000 QZ186               | 26 agosto 2000    | LINEAR                                                    |
| 404995 - | 2000 QA210               | 31 agosto 2000    | LINEAR                                                    |
| 404996 - | 2000 RZ36                | 3 settembre 2000  | LINEAR                                                    |
| 404997 - | 2000 RA85                | 2 settembre 2000  | LONEOS                                                    |
| 404998 - | 2000 SP30                | 24 settembre 2000 | LINEAR                                                    |
| 404999 - | 2000 SW262               | 25 settembre 2000 | LINEAR                                                    |
| 405000 - | 2000 SQ288               | 27 settembre 2000 | LINEAR                                                    |